# Eternity (Alex Warren)
Eternity è un singolo del cantante statunitense Alex Warren, pubblicato il 18 luglio 2025 come quarto estratto dal primo album in studio You'll Be Alright, Kid.

## Video musicale
Il video musicale, diretto da B.K. Barone è stato pubblicato in concomitanza con l'uscita del singolo.

## Tracce
1. Eternity – 3:09